# SERINC3
SERINC3‏ (Serine incorporator 3) هوَ بروتين يُشَفر بواسطة جين SERINC3 في الإنسان.